# Sonata para violonchelo n.º 2 (Brahms)

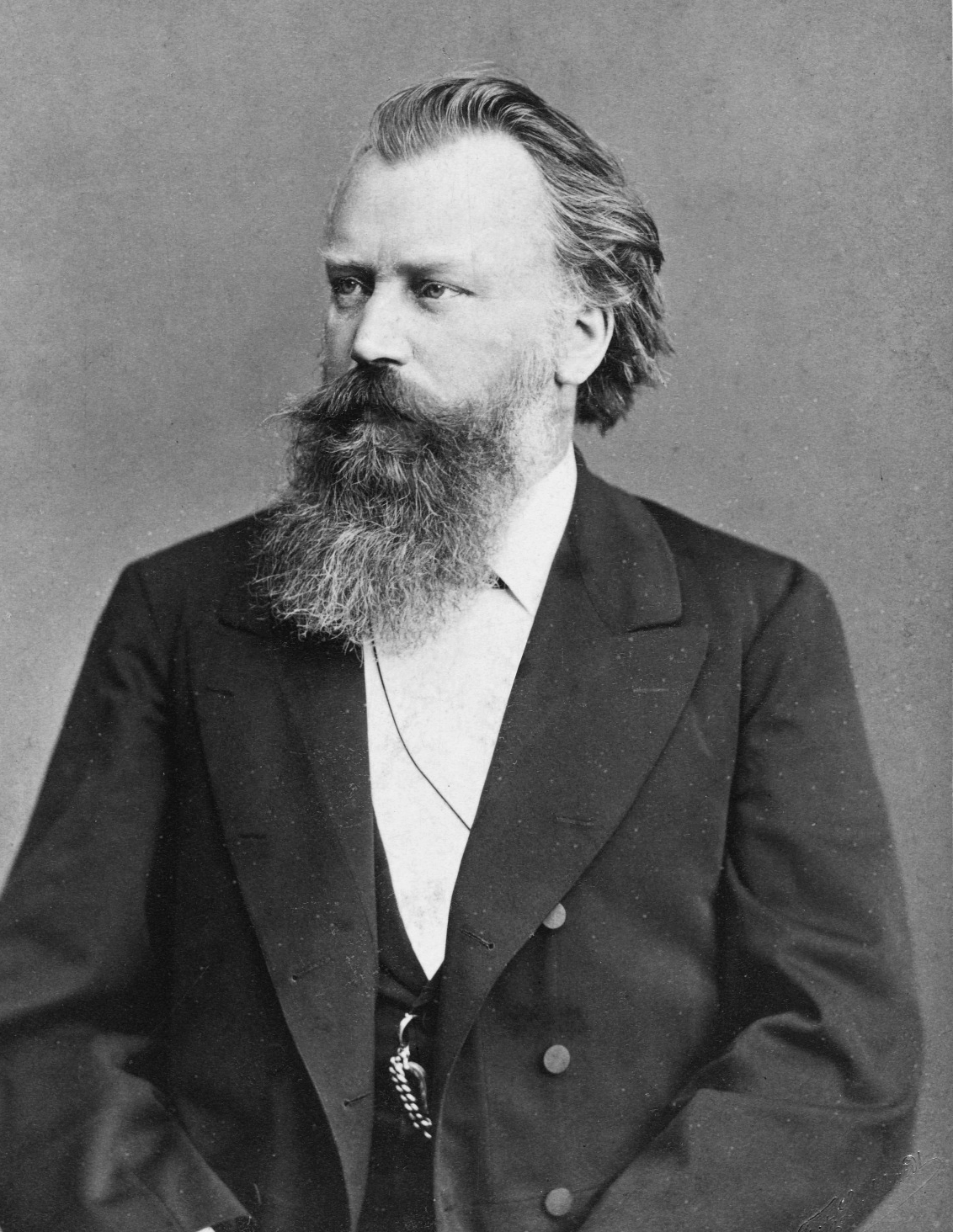
Brahms hacia 1885 (fotografiado por Luckhardt).

La Sonata para violonchelo y piano n.º 2 en fa mayor, Op. 99 fue compuesta por Johannes Brahms en 1886. La obra está dedicada al violonchelista Robert Hausmann, que la interpretó en el estreno.

## Historia

### Composición

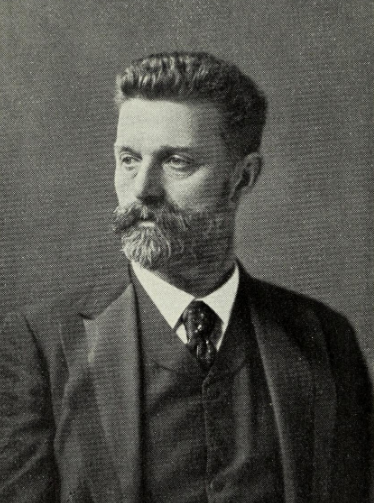
Robert Hausmann, dedicatario de la pieza.

La composición se desarrolló en 1886, más de veinte años después de haber completado su Sonata para violonchelo y piano n.º 1. El maestro alemán se había dedicado a escribir sus cuatro sinfonías antes de dedicarse a una segunda sonata.
La dedicatoria de la partitura es para su amigo Robert Hausmann. Este gran violonchelista también había interpretado bastantes veces la Sonata para violonchelo n.º 1, y al año siguiente estrenaría el Doble concierto en la menor con el gran violinista amigo íntimo de Brahms, Joseph Joachim.

### Estreno
El estreno se celebró el 24 de noviembre de 1886 en la Kleiner Musikvereinssaal (Pequeña sala del Musikverein) de Viena con la interpretación del dedicatario Robert Hausmann al violonchelo y el propio compositor al piano.
La primera edición de la pieza fue llevada a cabo en abril de 1887 por la editorial N. Simrock en Berlín.

## Estructura y análisis musical
La obra consta de cuatro movimientos:
- I. Allegro vivace, en fa mayor 3
4
- II. Adagio affettuoso, en fa sostenido mayor 2
4
- III. Allegro passionato, en fa menor – Trio, en fa mayor 6
8
- IV. Allegro molto, en fa mayor 2
2

La interpretación de esta obra dura aproximadamente entre 25 y 30 minutos. Aunque se trata de una creación de su madurez, esta pieza está marcada por una audacia juvenil y un enfoque sinfónico de la escritura pianística, sin sacrificar nunca un lirismo generoso y fácil.

### I.Allegro vivace
El primer movimiento, Allegro vivace, está escrito en la tonalidad de fa mayor, en compás de 3/4 y adopta la forma sonata. La exposición se inicia con un tema fragmentado en el que el violonchelo se limita a salta alrededor del pentagrama enunciando pequeñas intervenciones. Mientras tanto el piano ejecuta un acompañamiento que consiste en una serie de trémolos. El ardiente segundo tema es presentado por el piano. Pronto caen en rítmicas en cruz que socavan el ritmo ternario de la música. El desarrollo dramático es oscuro en comparación a lo escuchado hasta ahora y a menudo ronda el modo menor. En la recapitulación vuelve la seguridad juvenil.

### II.Adagio affettuoso
El segundo movimiento, Adagio affettuoso, está en la infrecuente y lejana tonalidad de fa sostenido mayor con una sección central en fa menor y en compás de 2/4. Estructuralmente presenta una forma ternaria. En el movimiento lento el violonchelo proporciona un mero acompañamiento de pizzicato mientras el piano introduce el noble primer tema. La sección intermedia, en fa menor y de carácter más apasionado, se centra en el registro grave del violonchelo, para luego dar paso al urgente retorno de la primera sección.

### III.Allegro passionato – Trio
El tercer movimiento, Allegro passionato – Trio, está en fa menor que en el trío pasa a fa mayor y el compás es 6/8. Se trata de un Scherzo con trío. El piano comienza tomando la iniciativa una vez más. Esta sección está animada por un impulso rítmico incesante. Una tormenta se avecina discretamente y se desata cuando el violonchelo entra en escena. La parte del piano en este movimiento es especialmente compleja. La sección central de trío se desliza de fa menor a mayor y está en el espíritu de un lied o una balada.  la atmósfera se vuelve más serena.

### IV.Allegro molto
El cuarto y último movimiento, Allegro molto, retoma la tonalidad inicial, el compás es alla breve y responde a la forma rondó. En el Finale se confirma el clima luminoso de la pieza. Su tema principal se basa en la canción popular "Ich hab mich ergeben". En principio puede parecer demasiado ligero para coronar una sonata tan sustancial y seria. El estribillo del rondó es suave, apacible y cantarín, va intercalado por episodios que son a su vez de marcha, ardientes y severos. El último retorno de la melodía principal, sin embargo, es soleado y el violonchelista puede revivirla opcionalmente con pizzicato en lugar de notas de arco.

## Recepción de la obra
La sonata recibió críticas enfrentadas. En particular, se debatió la escritura melódica, que resultaba fragmentada en exceso respecto a lo acostumbrado en el Romanticismo. El tema inicial de la pieza es tan fragmentario que difícilmente encaja en lo que habitualmente se entendía por melodía.